# 一所懸命の土地
一所懸命の土地 （いっしょけんめいのとち）は、中世日本において各々の在地領主が本貫とした土地であり、命をかけて最後まで守り抜く覚悟を持った土地をいう。その土地の地名を名字として名乗ることが多い。「一生懸命」という言葉はこの語が変化したものである。

## 概要
古代末期ごろ、在地の富豪層の中から自分で土地を開墾し、その土地に何らかの権利を有する開発領主と呼ばれる階層が出現した。開発領主のうち、国司などとして下向してきた軍事貴族と関係を結び、武装して初期の武士となる者も現れた。こうした武士は特に関東に多く、先祖から受け継いだ土地を自身の命より大切に考え、子孫に伝えようとする傾向が強く見られた。

やがて中世後期になると、武士たちは戦国大名など領主層の家臣団として組み込まれていき、領地替え・国替えが行われることも、珍しくなくなった。しかし、先祖代々継承してきた土地に強い執着があった武士の一部は、主君の領地替えに随従せずに武士身分を捨て浪人となり、その土地に農民として土着して残る者も出た。
特に有力な土着の浪人たちに対しては、近世領主たちは、苗字や帯刀を許可するなど武士に近い一定の特権を認めて、庄屋・名主などの村方三役に任じることが多かった。こうして、一所懸命の土地に対する権利を継承していったのである。